# بیسمارک (ویرجینیای غربی)
بیسمارک (به انگلیسی: Bismarck) یک منطقهٔ مسکونی در ایالات متحده آمریکا است که در شهرستان گرنت، ویرجینیای غربی واقع شده‌است.